# Pete Townshend
Peter Dennis Blandford Townshend (19 de maig de 1945, Chiswick, Londres), més conegut com a Pete Townshend, és un guitarrista i un autor i compositor de rock britànic; també membre fundador, líder i principal compositor dels Who. El 2003, la revista Rolling Stone el té classificat com el 50è guitarrista millor de tots els temps. El 2011, serà al 10è lloc de Els 100 principals guitarristes de tots els temps segons Rolling Stone.
Va ser els anys 60 —juntament amb Jeff Beck, Syd Barrett, Eric Clapton i Jimi Hendrix—, pel seu treball en escena i el seu estil musical, un dels guitarristes més innovadors del rock. Compositor de la majoria de les cançons dels Who, va ser un dels primers guitarristes que van utilitzar efectes com el larsen i els power chords  en un estil que prefigurarà el hard rock i el punk. Pete Townshend ha estat també el primer a col·locar sivelles sonores de sintetitzadors sobre trossos de rock (àlbum Who's Next] el 1971) i a escriure òperes rock (la cançó A Quick One, While He's Away el 1966, prefigurant Tommy el 1969). També s'ha fet famós executant "molinets" i trencant les seves guitarres en escena.
Músic consumat, Pete Townshend sap també tocar el piano, el banjo, el baix, la bateria i fins i tot l'acordió, i ha gravat de vegades amb aquests instruments alguns títols dels seus àlbums sol o dels Who.

## Biografia
Nascut en una família de músics (el seu pare, Cliff, és saxofonista en el grup The Squadronaires  i la seva mare, Betty és cantant), Pete Townshend mostra la seva fascinació per a la música des de ben jove. Descobreix molt aviat el rock' n' roll americà (segons la seva mare, havia vist nombroses vegades la pel·lícula de 1956: Rock Around the Clock), i la seva primera guitarra li regala la seva àvia als 12 anys.
Als 13 anys destrueix la seva primera guitarra: mentre que repeteix amb el seu amic John Entwistle, la seva àvia materna li ordena d'abaixar el seu amplificador. Nerviós, declara preferir mantenir aquest nivell sonor, trenca la seva guitarra i afegeix llavors "Now will you fucking get out of my life?" ("Podries ara fotre el camp de la meva vida?"). En la seva autobiografia apareguda el 2012, reconeixerà haver tingut enormes problemes amb aquesta àvia maternal, Denny, amb qui estava des dels sis anys. Una àvia "molestada" que hauria intentat abusar d'ell, que passava el seu temps passejant nua sota un abric i a voler lligar amb xofers de bus, segons Pete Townshend. És possible que hagi inspirat més tard el personatge d'Uncle Ernie, l'oncle pedofílic de l'òpera-rock Tommy. Townshend reconeixerà també en la seva autobiografia, que hauria estat víctima en diverses ocasions de tocaments per part d'adults, sobretot quan era scout.
El 1958 retroba John Entwistle, futur contrabaixista dels Who i es posa al banjo.

### Carrera amb els Who
El 1961 Townshend entra al Ealing Art College, i, un any més tard, amb el seu camarada de classe John Entwistle, funda el seu primer grup: The Confederates, un duo de Dixieland amb Townshend al banjo i Entwistle al cor. El mateix any, s'uneixen tots dos als The Detours, un grup de skiffle dirigit per un obrer, Roger Daltrey. Després de diversos canvis de personal i amb l'arribada de Keith Moon com a bateria, el grup es converteix en The Who el 1964. Poc després, el publicitari Peter Meaden els convenç de transformar el seu nom en The High Numbers per donar-los una identitat més mods. Però sis mesos més tard, després d'haver tret un single (Zoo Suit), deixen Meaden i signen amb dos nous empresaris, Chris Stamp i Kit Lambert, i reprenen el nom de The Who.
Únic guitarrista del grup (Roger Daltrey, en principi guitarra, va deixar el seu instrument per dedicar-se només a cantar), Townshend s'imposa ràpidament com l'autor-compositor principal de les cançons del grup. Escriurà més de 100 peces per al grup entre 1965 i 1982, i després a partir de 2002. La ploma de Townshend és molt introspectiva i les seves cançons tracten més sovint de problemes personahls, generacionals i sovint identitaris com I Can' t Explain, Pictures of Lily, Substitute o My Generation. Un article del telegraph dirà fins i tot el 2012: "és la primera estrela del rock que Freud hagués estimat". Si els temes de les seves cançons desentonen en el Swinging London dels anys 60, ho és igualment la seva música nova, ja que és un dels primers guitarristes a utilitzar efectes i tècniques com l'larsen, els power chords  o fins i tot a integrar sintetitzadors dins de la seva musica. En escena, és un dels primers grans performers de la guitarra, sempre saltant, fent grans molinets amb els braços (tècnica que ha popularitzat amb el nom de windmill) i estampant sovint la seva guitarra contra els amplificadors.
Al si dels Who és líder i iniciador de grans projectes musicals del grup com les òperes-rock Tommy o Quadrophenia. El 1982, Pete Townshend té a veure amb l'aturada dels Who, sentint-se incapaç d'escriure cançons per als Who. Participarà en algunes reunions ocasionals amb el grup entre 1982 i 1996, data en la qual es reformen definitivament amb els membres encara vius del grup.
Des de mitjans dels anys 1980 Townshend participa en una successió de concentracions i de concerts d'adéus amb els membres encara vius dels Who, sobretot una gira el 2002 que continua malgrat la mort de John Entwistle (reemplaçat per Pino Palladino).
El febrer de 2006, té lloc una gran gira mundial arran de la sortida d'Endless Wire, el seu primer àlbum des de 1982.

### Carrera sol

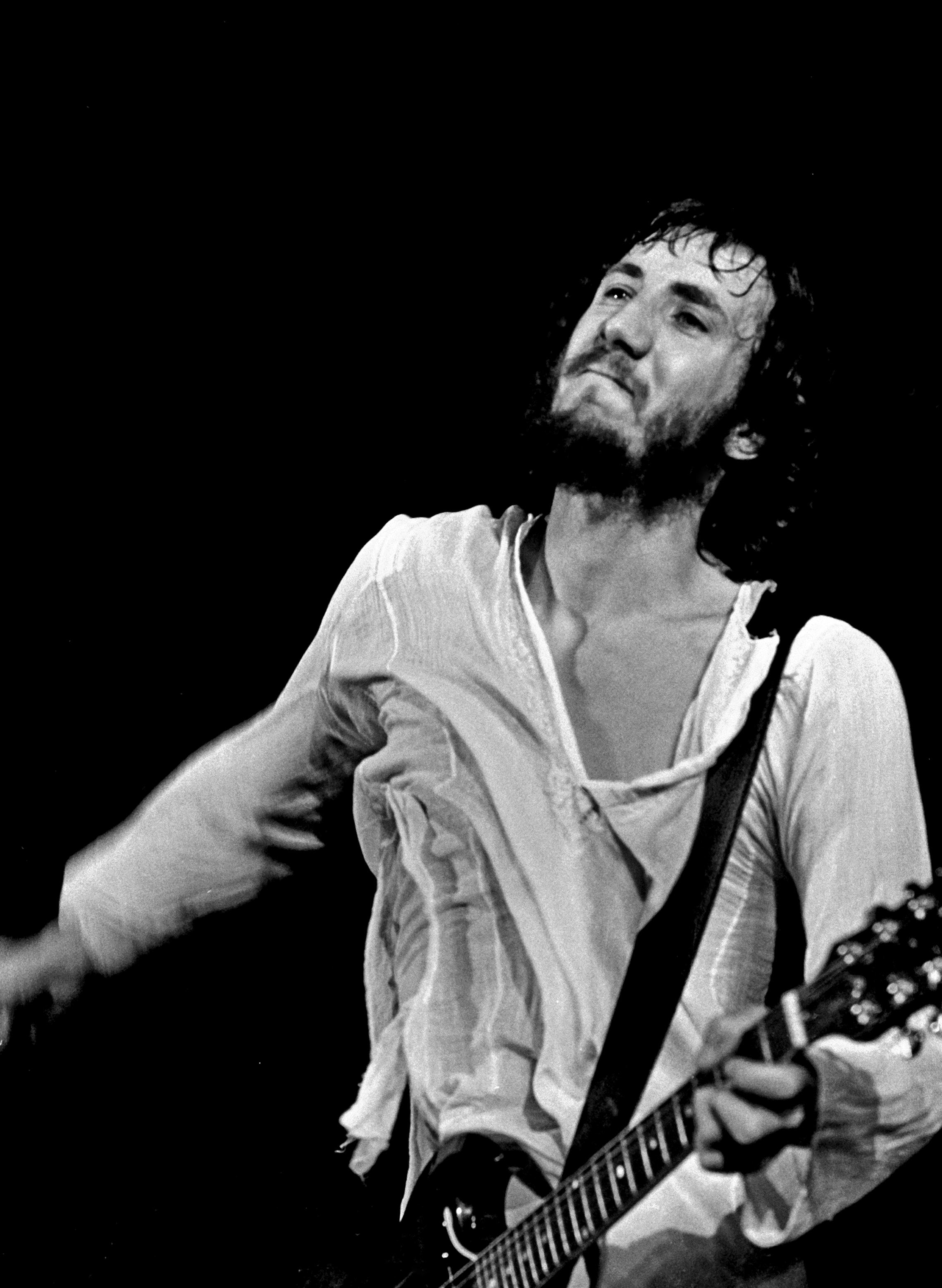
Pete Townshend en concert amb els Who el 1974

En paral·lel al seu treball amb els Who, Townshend realitza àlbums sol de manera esporàdica. Entre 1969 i 1971, Townshend, associat a altres seguidors de Meher Baba, grava tres àlbums, que tenen poc èxit, dedicats al ioga:  I Am , Happy Birthday  i  With Love. També compila els seus treballs més famosos (com Evolution, una col·laboració amb Ronnie Lane) i surt Who Came First el 1972, el seu primer disc sol produït per una gran discogràfica. Aquest disc té poc èxit i comprèn démos de cançons dels Who així com una exposició del seu talent de guitarrista acústic.
Col·labora amb el seu amic i contrabaixista de Faces Ronnie Lane, també deixeble de Meher Baba, en el doble àlbum Rough Mix de 1977. El 1979, toca la cançó Rockestra Theme  de l'àlbum Back to the Egg dels Wings.
La verdadera destapada de Townshend com a artista sol té lloc després de la mort del bateria dels Who Keith Moon, gràcies al seu àlbum Empty Glass el 1980, que comprèn l'èxit Let My Love Open the Door . Aquest disc és seguit el 1982 per All the Best Cowboys Have Chinese Eyes, qui inclou el tub ràdio Slit Skirts .
Durant la resta dels anys 1980 fins al començament dels anys 1990, Townshend experimenta encara en l'òpera rock i en els àlbums conceptuals, traient diversos discos basats en històries incloent White City: A Novel (1985), The Iron Man: The Musical by Pete Townshend (1989) i Psychoderelict (1993).
Townshend té també la sort de tocar amb el seu ídol Hank Marvin per a les sessions del rockestra de Paul McCartney, així com amb altres músics de rock respectats com David Gilmour, John Bonham i Ronnie Lane.
Townshend grava també alguns àlbums en viu, com ara un amb Deep End , un supergrup que munta per no realitzar més que dos concerts i un passi en el programa de televisió The Tub , per tal de recollir fons per ajudar els toxicomans.
El 1984, Townshend publica un recull de novetats titulat Horse's Neck . Declara igualment que s'ha posat a escriure la seva autobiografia. El 1993, Des MacAnuff i ell escriuen i realitzen l'adaptació per a Broadway de l'àlbum dels Who Tommy, així com una comèdia musical que té menys èxit basada en el seu àlbum sol The Iron Man , inspirat en el llibre de Ted Hughes. MacAnuff i Townshend coprodueixen també el film d'animació  The Iron Giant (1999), igualment basat en la història de Hughes.

### Vida privada

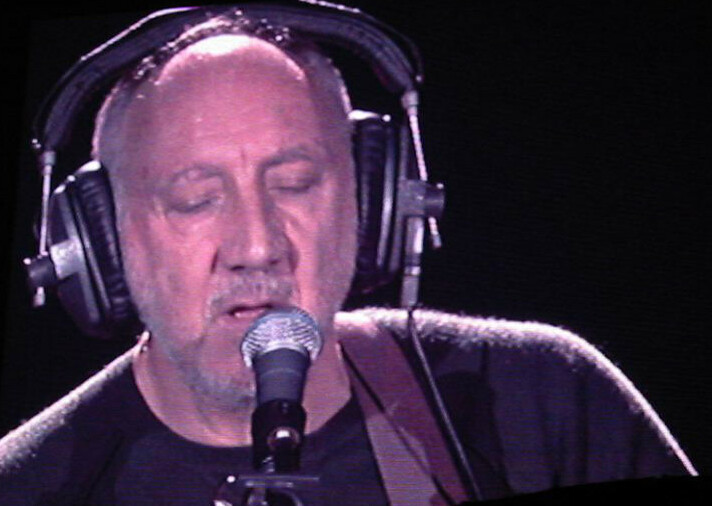
Pete Townshend cantant a Rock Werchter 2006.

Amb els primers segells dels Who, Pete Townshend es canvia de casa el 1965 a Belgravia en un pis que equipa amb un estudi. Portarà, fora de les gires, durant anys, una vida reclusa amb la seva família en aquest pis, treballant en les cançons que constituiran el repertori del grup. Pete coneix Karen Astley (filla del compositor Ted Astley) mentre que és a escola d'art i es casa amb ella el 1968. La parella se separa el 1994 i es divorcia el 2000. Tenen tres fills, Emma (nascuda el 1969), que és compositora-intèrpret, Aminta (nascuda el 1971) i Joseph (nascut el 1989). Des de fa diversos anys, Townshend es nega a confirmar o a negar els rumors segons els quals seria bisexual. Townshend viu avui amb la seva vella amiga, la música Rachel Fuller, a Richmond, a Anglaterra.
Durant una gran part de la seva carrera amb els Who, Pete Townshend ha estat enfrontat a nombroses addiccions. El 1966, reconeix en una entrevista a la BBC que pren droga, sobretot acids. El 1970, anuncia en un article a Rolling Stone  que s'oposa a l'ús de drogues, seguint els preceptes del seu guru Meher Baba. No obstant això, en privat, té greus problemes d'alcoholisme i més tard, d'addicció a la cocaïna, a l'heroïna i als antidepressius. Està a punt de morir d'una sobredosi el 1981 i decideix combatre-ho. Declararà més tard no haver tocat més ni l'alcohol, ni les drogues des de 1982. El 1982 va parar de beure, segons la biografia de Christophe Delbrouck.
D'altra banda, el 13 de gener de 2003, Pete Townshend és detingut per haver consultat un lloc Internet amb imatges pedofíliques. Per a la seva defensa, després d'haver reconegut que havia utilitzat la seva targeta de crèdit per pagar l'accés a aquell lloc, ha explicat que feia recerques per a una mena de memòria explicant la facilitat amb la qual les imatges pedofíliques circulaven per la xarxa. De catorze ordinadors agafats al seu domicili per Scotland Yard, cap disc dur tenia imatges pedofíliques o el rastre d'altres visites sobre aquesta mena de llocs.

Segons un comunicat de la policia britànica: 
| « | Després de quatre mesos d'investigació per oficials del grup de protecció de la infantesa de Scotland Yard, queda establert que el Sr. Townshend no estava en possessió de cap imatge descarregada de caràcter pedòfil | » |

A causa d'aquest incident, els Who no toquen més I'm a Boy en concert.
Townshend ha començat igualment el setembre de 2005 la publicació d'una història semiautobiogràfica The Boy Who Heard Music com un fulletó en el seu bloc.

### Problemes d'audició
Com a conseqüència d'una exposició intensiva a una música ensordidora en concerts amb una catedral d'amplis Hiwatt i en l'estudi (utilitzant cascos d'àudio durant hores), Townshend té sordesa parcial i acofenia.
Un dels exemples més notables dels excessos dels Who va tenir lloc en un concert en els anys 1970 quan el nivell sonor va ser mesurat a 120 decibels a 40 m. de l'escena. També pot ser que part del seu estat estigui relacionat amb una actuació memorable en el Smothers Brothers Comedy Hour  el 1967, durant la qual Keith Moon va accionar, a My Generation , una gran quantitat d'explosius situats dins de la seva bateria mentre que Townshend estava a prop.
El 1989, Townshend va ser un dels primers rockers a donar el seu suport a l'associació H.E.A.R.  (Hearing Education and Awareness for Rockers ).

## Característiques

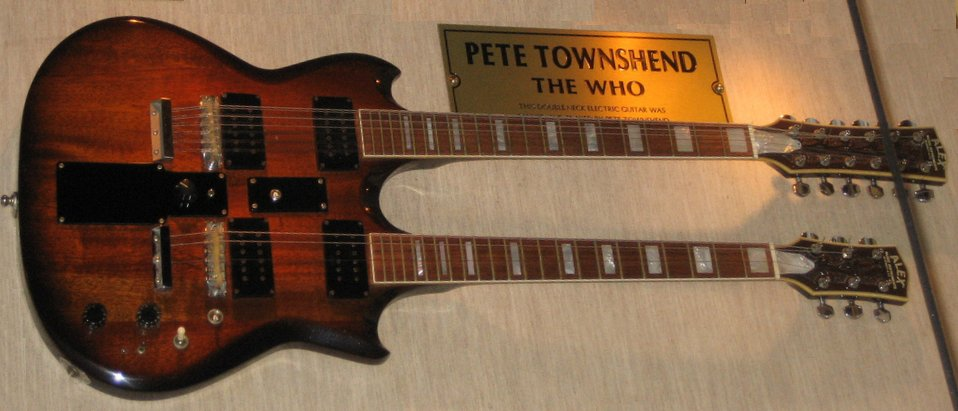
Guitarra Gibson EDS 1275 de Pete Townshend - Hard Rock Cafe, San Francisco.

Pete Townshend és considerat un dels músics els més innovadors del rock i un dels més importants compositors del rock dels anys 60 i 70. Si no va ser el primer artista a utilitzar l'efecte larsen en una gravació (van ser els Beatles que el van precedir el 1964 amb I Feel Fine), és un dels primers a utilitzar-lo de manera recurrent tant en les seves cançons en estudi com en escena, jugant sobretot amb els efectes produïts. Ho és igualment amb la distorsió (utilitzada per primera vegada per Link Wray a Rumble  el 1958) però que esdevindrà un dels efectes sovint utilitzat pel guitarrista sobretot en escena. Encara que Pete Townshend hagi reivindicat sovint la paternitat de la utilització dels power chords, sembla que primer va ser utilitzat per Link Wray i fins i tot els Kinks que el van fer servir a You Really Got Me). No obstant això, el seu joc de guitarra era sovint basat en la utilització constant de "power chords". Totes les seves particularitats han fet d'ell un dels precursors del hard rock i del punk a nivell del joc de guitarra i Jimi Hendrix l'ha citat com un dels guitarristes que més l'ha influenciat. Pete Townshend és fins i tot anomenat com "The Godfather of Punk" (el padrí del punk").
Encara que mai no hagi estat molt reconegut pels seus solos, pel fet que va ser l'únic guitarrista dels Who, ha desenvolupat un estil únic i original combinant els seus power chords, amb arpegis en un estil alhora desenfrenat i molt fluid. A més a més de la guitarra, tocava també el piano, el banjo, l'acordió (qui li ha inspirat la peça Squeeze Box ), el baix (sobretot en substitució de John Entwistle que va marxar de viatge de noces a Under My Thumb) i la bateria. És també un dels primers a utilitzar els sintetitzadors en la música rock a partir de l'àlbum Who's Next. És també des de mitjans dels anys 60, un dels primers a crear àlbums-conceptes com The Who Sell Out i una de les primeres òpera-rock de la història -Tommy- el 1969, que serà seguit més tard per Quadrophenia el 1973.
Pete Townshend era reputat per les seves qualitats de showman en escena, la qual cosa contrastava en aquell temps amb l'actitud més sensata dels altres guitarristes. Saltant en escena en tots els sentits, de vegades de manera acrobàtica, amb els seus molinets, un gest anomenat "windmill" (molí de vent) i que ha esdevingut la seva signatura. Ha declarat en una entrevista haver agafat aquest gest a Keith Richards, guitarrista dels Rolling Stones. No obstant això, aquest últim en la seva biografia titulada Life, diu no tenir cap record d'aquest gest. En escena, Pete Townshend (i els Who) actuava també molt fort i va ser a l'origen de la invenció de l'Marshall Amplification 100 watt stack.
Una de les característiques del joc d'escena era també la destrucció de guitarres. Pete Townshend és considerat com el primer guitarrista de rock que va destruir la seva guitarra en escena. El primer cas de smashing guitar va ser un accident. En un concert al Railway Hotel a Harrow el 1964, Pete hauria colpejat amb la seva guitarra el sostre particularment baixnde la sala i hauria trencat la seva sis cordes. De ràbia, hauria acabat de destrossar el seu instrument. Lluny de decebre el públic, l'esdeveniment (que havia escurçat tanmateix el set del grup) va fer posar histèrica la multitud. Destruir els seus instruments en escena es va fer llavors un ritual de les actuacions dels Who (animat pels seus empresaris Kit Lambert i Chris Stamp). Sistemàtiques fins al 1968, les destruccions de guitarres seran menys importants des d'aleshores. Townshend, sempre molt prolix en entrevistes, recordarà més tard aquests singeries de les teories de l'artista Gustav Metzger sobre l'art autodestructiu.
Autor de la gran majoria de les cançons del grup, Pete Townshend concentra en la seva persona moltes paradoxes: Pioner del feedback i dels acords de potència, gran inspirador dels punks, és en l'origen de conceptes detestats per aquests mateixos punks, com òpera rock. Townshend ha revisat, durant tota la seva carrera, les tècniques de narració dels àlbums i continua sent el músic més associat al gènere de l'òpera rock.
Un gran nombre de títols han vist també Townshend tocar el piano, el teclat, o el sintetitzador.

## Influències

### Influències musicals

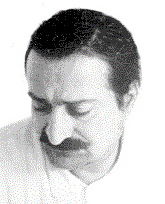
Meher Baba.

Entre els guitarristes que han influenciat més Pete Townshend, es troba Link Wray, James Burton John Lee Hooker, Bo Diddley i Hank Marvin de The Shadows, el primer guitar hero britànic.
Pete Townshend, per la seva utilització del feedback, dels power chords  i el seu paper a l'escenari també ha inspirat nombrosos guitarristes de rock, sobretot Jimi Hendrix. Aquest últim havia quedat particularment impressionat pels concerts dels Who i de Cream als quals havia assistit quan va arribar a Anglaterra el 1966. A canvi, Pete Townshend va quedar també molt impressionat i influenciat per Jimi Hendrix, a qui apreciava molt. A més a més de l'aspecte de com tocava la guitarra, Pete Townshend també ha mostrat en entrevistes la seva admiració per a les qualitats com a compositors de Ray Davies dels Kinks i les qualitats de showman de Mick Jagger.

### Influències espirituals
Townshend va ser un deixeble del guru religiós indi Meher Baba, que barrejava elements de sufisme, vedanta i misticisme. Els ensenyaments de Baba van ser una font d'inspiració de molts dels seus treballs, incloent Tommy, i el projecte inacabat dels Who LifeHouse . La cançó dels Who Baba O'Riley, escrita en principi per a Lifehouse  i figurant finalment a l'àlbum Who's Next, va ser titulada així en homenatge a Meher Baba i al compositor minimalista Terry Riley. Encara que els ensenyaments de Baba imposessin l'abstinència de droga, Townshend va tenir diversos processos públics per a toxicomania, i va fregar amb la mort el 1981 com a xonseqüència d'una sobredosi d'heroïna.

## Material
Al començament dels Who, Pete Townshend utilitzava nombroses guitarres de marques diferents, sobretot Fender Stratocaster, Fender Telecaster, Danelectro així com Gibson ES-335 moltes de les quals no sobreviuran el temps d'un concert. Utilitzava també molt sovint una Rickenbacker Rose Morris, que es veu en alguns dels seus espais televisats o dels seus clips (sobretot The Kids Are Alright ).
A partir de 1968, utilitza de manera gairebé exclusiva guitarres Gibson SG que es veuen sobretot a Rock and Roll Circus el 1968, a Woodstock el 1969 i a l'Illa de Wight el 1970. A partir de 1972, com la producció dels SG Special para, va cap a les Gibson Les Paul Deluxe, de la qual tindrà diversos models (numerats) sovint destinats a l'escena i sovint modificats per obtenir una sonoritat particular. A partir de 1979 i fins a 1982, sobretot fa servir les  Schecter/Giffin Telecaster  en escena. No obstant això, en el decenni següent torna a models com les Fender Stratocaster sobretot la Firma Eric Clapton . També ha tocat amb Gretsch, Guild o Takamine.
Pel que fa a amplificadors, Townshend ha utilitzat sovint Hiwatt entre 1970 i 1980 en els concerts dels Who, però també Fender.

## Discografia

### Àlbums dirigits amb The Who
-

### Discografia sol

#### Albums studio
- 1972: Who Came First
- 1977: Rough Mix (amb Ronnie Lane)
- 1980: Empty Glass
- 1982: All the Best Cowboys Have Chinese Eyes
- 1985: White City: A Novel
- 1989: The Iron Man: The Musical by Pete Townshend
- 1993: Psychoderelict

#### En concert
- 1999: A Benefit for Maryville Academy
- 2000: Live: The Fillmore
- 2000: Live: The Empire
- 2001: Live: Sadler's Wells
- 2002: Live: La Jolla

#### Compilacions
- 1983: Scoop
- 1985: Another Scoop
- 1996: Coolwalkingsmoothtalkingstraightsmokingfirestoking - The Best of Pete Townshend
- 2000: Lifehouse Chronicles (coffret 6 CD)
- 2000: Lifehouse Elements
- 2002: Scoop 3